# ماري هيلين راسموسن
ماري هيلين راسموسن (بالإنجليزية: Mary Helen Rasmussen)‏ هي عالمة موسيقى أمريكية، ولدت في 21 ديسمبر 1930 في دوفر في الولايات المتحدة، وتوفيت في 26 يناير 2008 في دورهام في الولايات المتحدة.